# Englee
Englee es un pueblo canadiense situado en la provincia de Terranova y Labrador.

## Superficie
Englee tiene una superficie de 28,82 km².

## Demografía
En 2021, tenía 489 habitantes, una densidad poblacional de 17 hab./km², y 257 viviendas.